# Diego Tristán
Diego Tristán Herrera (La Algaba, 5 januari 1976) is een voormalig Spaans betaald voetballer die bij voorkeur in de aanval speelde. Hij kwam tussen 1995 en 2010 onder meer uit voor Real Mallorca, Deportivo de La Coruña en West Ham United FC. In juni 2001 debuteerde hij in het Spaans voetbalelftal.

## Clubvoetbal
Tristán speelde van 1996 tot 1998 voor Real Betis B. In 1998 vertrok hij naar Real Mallorca. Vanaf 2000 speelde Tristán bij Deportivo de La Coruña. Bij de club uit Galicië won hij in 2002 de Copa del Rey. Bovendien werd Tristán dat jaar met 21 doelpunten pichichi, topscorer van de Primera División. In 2006 werd het contract van Tristán door Deportivo ontbonden en de aanvaller tekende vervolgens een contract bij zijn oude club RCD Mallorca. In 2007 vertrok Tristán naar het Italiaans Livorno Calcio, maar bij deze club scoorde hij slechts één competitiedoelpunt. Het Engelse West Ham United werd in 2008 zijn nieuwe club. Hij tekende in juli 2009 bij Cádiz CF, nadat zijn contract bij West Ham United FC niet werd verlengd. Bij Cádiz CF sloot hij een jaar later zijn loopbaan af.

## Nationaal elftal
Op 2 juni 2001 debuteerde Tristán in het Spaans nationaal elftal tegen Bosnië. Hij speelde twee wedstrijden op het WK 2002. Uiteindelijk speelde Tristán op 6 september 2003 tegen Portugal zijn vijftiende en laatste interland. De aanvaller scoorde in totaal vier keer voor het nationaal elftal.